# Jean Ier d'Empúries
Jean Ier d'Empúries est un prince catalan de la maison de Barcelone, comte d'Empúries de 1364 à 1398 et président de la généralité de Catalogne en 1376.

## Biographie
Il est le fils ainé et successeur de Raimond-Bérenger d'Empúries. Sa mère est Marie de Jérica. Par son père il est petit-fils du roi Jacques II d'Aragon.
À l'occasion de son mariage en 1364 avec Blanche de Sicile, il reçoit de son père le comté d'Empúries.
Dans ce territoire il s'attache à terminer la construction de la "cathédrale" de Castelló d'Empúries et essaie en vain d'obtenir auprès du pape d'Avignon Clément VII la restauration du diocèse d'Empúries.
En 1364, il combat aux côtés du roi d'Aragon Pierre IV contre la Castille à Valence et en Aragon. En 1373 il épouse en secondes noces Jeanne d'Aragon, fille du roi. En 1376 il est nommé durant quelques mois président de la généralité de Catalogne. En raison de sa grande amitié avec l'héritier Jean d'Aragon, il s'opposa en 1377 au remariage du roi avec Sibylle de Fortià et se rebella contre son autorité.
En 1380, il combattit Bernat Alemany, seigneur de Foixá. Le roi Pierre IV, son beau-père, imposa une trêve en 1381, mais une guerre civile interne éclata entre les partisans du roi et ceux du comte. Les troupes royales profitent de l'occasion et entrent dans le comté d'Empúries. La comtesse Jeanne tenta de faire la paix entre son mari et son père, mais fut humiliée et brutalisée par ce dernier et mourut peu après (fin 1384). Le comte demande alors l'aide de routiers gascons pour continuer la guerre, mais est vaincu et perd le comté qui est incorporé à la Couronne en 1385. Jean Ier se réfugie à Avignon et engage à son service le comte Jean II d'Auvergne avec une armée. Ils tentent une incursion en Roussillon, mais apprenant la réconciliation de Pierre IV avec son fils, ils doivent se retirer après avoir réalisé de nombreuses dépenses. Le comte d'Auvergne, puis son gendre le duc Jean de Berry reclameront par la suite en vain ces dettes au comte d'Empúries.
Cependant, en 1387, à la mort de Pierre IV, le nouveau roi Jean Ier, resté un de ses grands amis, lui rendit le comté comme tuteur de son fils. Dans les luttes de succession survenues en 1396 à la mort de Jean Ier, il défendit les droits de la fille ainée de ce dernier Jeanne d'Aragon, épouse de Mathieu de Foix contre les prétentions de Martin d'Aragon, frère cadet de Jean Ier. Accusé de complicité avec le comte de Foix, il fut emprisonné à Castellví de Rosanes, où il mourut peu après en 1398.

## Président de la Generalitat
Jean Ier d'Empúries fut nommé député par l'aile militarie à la cour de Lleida (1375), en même temps que Romeu Sescomes l'était pour l'aile ecclésiastique, et donc, Président de la Généralité de Catalogne. Le 10 avril 1376 Romeu Sescomes fut démis de ses responsabilités et remplacé par Ramon Gener, mais Jean I d'Empúries usa de sa prédominance entre les députés, en tant que membre de la famille royale, et occupa la plus haut poste de la Generalité. À l'époque de la Généralité médiévale, le poste de préisdent correspond au début de l'aile ecclésiastique, mais qui était considéré comme de rang supérieur. Le cas de Jean I d'Empúries fut l'unique exception de cette norme, bien que ce ne fut que pendant quelques mois jusqu'à la Cour de Montsó (1376)

## Mariages et descendance
Jean Ier d'Empúries se marie deux fois:
En 1364 il épouse la princesse Blanche de Sicile (1330-1370), fille du roi Pierre II de Sicile et d'Élisabeth de Carinthie. Elle meurt sans postérité.
En 1373 il se remarie avec Jeanne d'Aragon (1344-1385), fille du roi Pierre IV d'Aragon et de Marie de Navarre. De cette union sont issus:
- Jean II d'Empúries (1375-1401),
- Pierre III d'Empúries (1377-1401).

### Sources primaires
- (es) Anales de la Couronne d'Aragon, t. II-, Saragosse (lire en ligne).
- (la) Tomás de Canellas, Chronique de San Juan de la Peña : De rege Jacobo et eius gestis, et de pace quam fecit cum rege Franciæ, 1342 (lire en ligne).